# Чёрная металлургия КНР
Сталелитейная отрасль КНР является крупнейшей в мире, на неё приходится более половины мирового производства стали, она в 10 раз превосходит соответствующую отрасль Индии, занимающую второе место в мире.

## Общая характеристика
В середине XX века в КНР активно развивалась малая металлургия. 
С 1970-х годов начался процесс модернизации и укрупнения, производство стали выросло с 37 млн тонн в 1980 году до 114,3 млн тонн в 1998 году (с пятого места в мире на первое), значительно выросла доля выплавки стали в доменных печах (с 4 % до 68 %) и в дуговых печах (до 20 %).
С 1996 года Китай является мировым лидером по выплавке стали. В 2019 году КНР произвела почти 996,34 млн тонн стали, в 2020 году этот показатель превысил 1 млрд тонн (1,053 млрд тонн). 
Интенсивный рост чёрной металлургии в стране в начале XXI века вызвал появление десятков новых крупных центров выплавки стали мирового значения. В частности, гигантский узел чёрной металлургии сложился вокруг Таншаня. В одной провинции Хэбэй выплавляется больше стали, чем в США.
По состоянию на 2020 год, из десяти крупнейших сталелитейных компаний в мире 7 были китайские: China Baowu Steel Group, Hesteel Group, Jiangsu Shagang, Ansteel Group, Jianlong Steel, Shougang Group, Shandong Iron and Steel Group; из 50 крупнейших в мире в КНР базируются 25. Из этих семи компаний 5 государственные и 2 частные (Jiangsu Shagang и Jianlong Steel).

## Планы развития
В будущем Государственный совет КНР планирует сосредоточить основные мощности в рамках 5 металлургических компаний (по другим данным — 10), на долю которых будет приходиться 45 % объёмов выплавки стали в стране.
Проект плана реструктуризации китайской металлургии также предусматривает сосредоточить 40 % всех мощностей в прибрежных регионах страны. Это позволит, с одной стороны, увеличить экспортный потенциал предприятий, а с другой — облегчить доступ к сырью, импортируемому в страну из Австралии, Бразилии и Индии, железной руды и коксующегося угля.
| 2007  | 2008  | 2009  | 2010  | 2011  | 2012  | 2013  | 2014  | 2015  | 2016  | 2017  | 2018  | 2019 | 2020 |
| ----- | ----- | ----- | ----- | ----- | ----- | ----- | ----- | ----- | ----- | ----- | ----- | ---- | ---- |
| 494,9 | 500,3 | 577,1 | 638,7 | 702,0 | 731,0 | 822,0 | 822,3 | 803,8 | 807,6 | 870,9 | 928,3 | 1001 | 1053 |

Китай занимает первое место в мире по экспорту стали, 62 млн тонн в 2019 году, что почти вдвое больше, чем у занимающей второе место Японии. Рекордным объём экспорта был в 2015 году — 110 млн тонн. Продажа стали в основном осуществляется в страны Юго-Восточной Азии: Республика Корея (8,2 млн тонн), Вьетнам (5,9 млн тонн), Таиланд (3,7 млн тонн), Индонезия (3,3 млн тонн), Филиппины (3,3 млн тонн). На сталь приходится около 2 % экспорта КНР. С 2006 года экспорт существенно превышает импорт, за исключением 2009 года.
По итогам 2022 года производство стали в Китае упало на 2,2 % — до около 1,01 млрд т.
По данным Китайской ассоциации металлургической промышленности (CISA), перед сталелитейной промышленностью страны стоит цель достижения пика выбросов углерода в 2030 году, их сокращение на 40 % от пикового значения к 2040 и примерно на 95 % к 2060

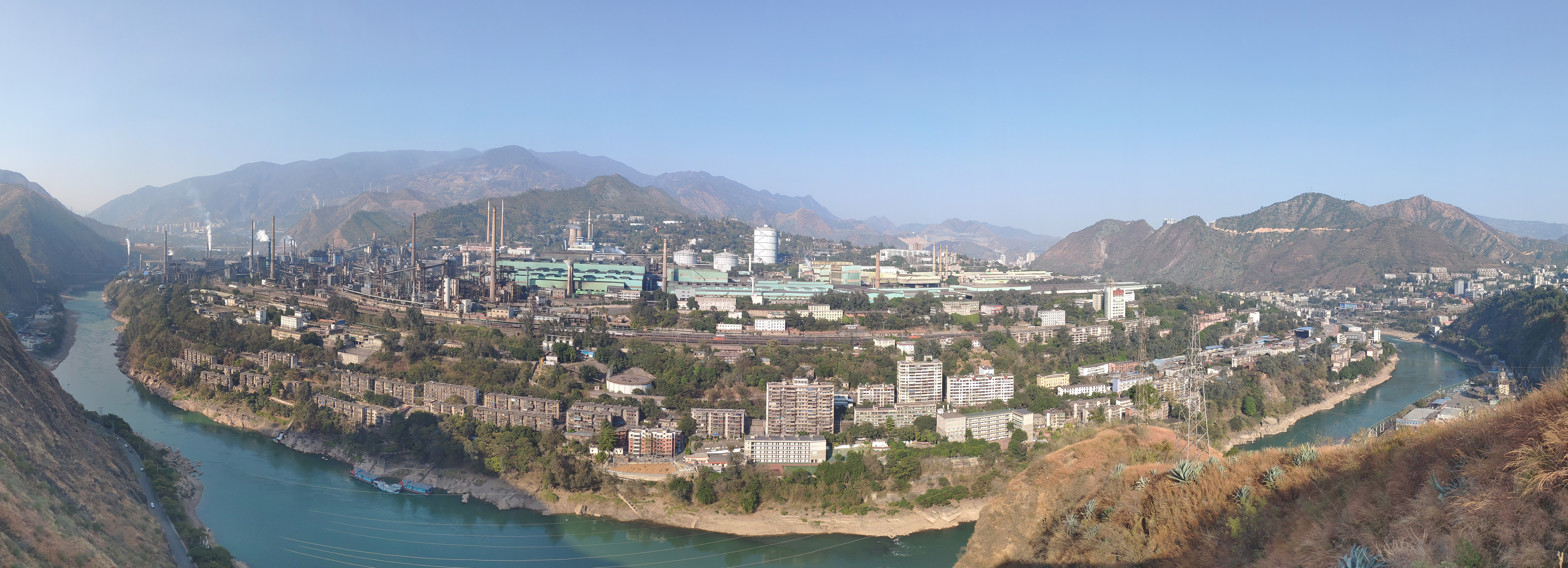
Металлургический комбинат в городе Паньчжихуа